# Jugoslavija na Poletnih olimpijskih igrah 1984
Socialistično federativno republiko Jugoslavijo je na Poletnih olimpijskih igrah 1984 v Los Angelesu zastopalo sto štirideset športnikov v šestnajstih športih. Osvojili so rekordnih sedem zlatih, štiri srebrne in sedem bronastih medalj.

## Medalje
| Medalja | Tekmovalec | Šport                | Disciplina                                     |
| ------- | --- | -------------------- | ---------------------------------------------- |
| 1       | Anton Josipović | Boks                 | Moški poltežka kategorija                      |
| 1       | Vlado Lisjak | Rokoborba            | Moški grško-rimski slog lahka kategorija       |
| 1       | Mirko Nisović Matija Ljubek | Kanu na divjih vodah | Moški pari C2 500 m                            |
| 1       | Shaban Trstena | Rokoborba            | Moški prosto mušja kategorija                  |
| 1       | Svetlana Anastasovska Alenka Cuderman Svetlana Dašić Slavica Dukić Dragica Đurić Mirjana Đurica Emilija Ercić Ljubinka Janković Jasna Kolar-Merdan Ljiljana Mugoša Svetlana Mugoša Mirjana Ognjenović Zorica Pavićević Jasna Ptujec Biserka Višnjić             | Rokomet              | Ženske ekipno                                  |
| 1       | Zlatan Arnautović Mirko Bašić Jovica Elezović Mile Isaković Pavle Jurina Milan Kalina Slobodan Kuzmanovski Dragan Mladenović Rolando Pušnik Zdravko Radenović Momir Rnić Branko Strbac Veselin Vujović Veselin Vuković Zdravko Zovko                            | Rokomet              | Moški ekipno                                   |
| 1       | Milorad Krivokapić Deni Lušić Zoran Petrović Božo Vuletić Veselin Đuho Zoran Roje Milivoj Bebić Perica Bukić Goran Sukno Tomislav Paškvalin Igor Milanović Dragan Andrić Andrija Popović                                                                        | Vaterpolo            | Moški ekipno                                   |
| 2       | Redzep Redzepovski | Boks                 | Moški mušja kategorija                         |
| 2       | Milan Janić | Kanu na divjih vodah | Moški kajak K1 1000 m posamično                |
| 2       | Mirko Nisović Matija Ljubek | Kanu na divjih vodah | Moški pari C2 1000 m                           |
| 2       | Refik Memišević | Rokoborba            | Moški grško-rimski slog super težka kategorija |
| 3       | Mirko Puzović | Boks                 | Moški polveltrska kategorija                   |
| 3       | Aziz Salihu | Boks                 | Moški super težka kategorija                   |
| 3       | Zoran Pancić Milorad Stanulov | Veslanje             | Moški dvojni dvojec                            |
| 3       | Shaban Sejdiu | Rokoborba            | Moški prosto veltrska kategorija(74 kg)        |
| 3       | Jozef Tertei | Rokoborba            | Moški grško-rimski slog težka kategorija       |
| 3       | Dražen Dalipagić Sabit Hadžić Andro Knego Emir Mutapčić Mihovil Nakić Aleksandar Petrović Dražen Petrović Ratko Radovanović Ivan Sunara Branko Vukićević Rajko Žižić Nebojša Zorkić                                                                             | Košarka              | Moški ekipno                                   |
| 3       | Mirsad Baljić Mehmed Baždarević Vlado Čapljić Borislav Cvetković Stjepan Deverić Milko Đurovski Marko Elsner Nenad Gračan Tomislav Ivković Srečko Katanec Branko Miljuš Mitar Mrkela Jovica Nikolić Ivan Pudar Ljubomir Radanović Admir Smajić Dragan Stojković | Nogomet              | Moški ekipno                                   |